# Huelgoat
 Huelgoat  (en bretón: An Uhelgoad) es una población y comuna francesa, situada en la región de Bretaña, departamento de Finisterre, en el distrito de Châteaulin y cantón de Huelgoat.

## Demografía
| 2057 | 2456 | 2230 | 2026 | 1742 | 1687 |
| Para los censos de 1962 a 1999 la población legal corresponde a la población sin duplicidades (Fuente: INSEE [Consultar]) |      |      |      |      |      |

## Lugares
- Arboretum du Poërop